# Secret (musikalbum)
Secret är ett studioalbum av den japanska sångerskan Ayumi Hamasaki, släppt 2006. Från början var det planerat att bli ännu en Ep, men efter veckor av arbete blev det ett fullängdsalbum.

## Låtlista
1. Not yet (2:02)
2. Until That Day... (4:48)
3. Startin' (4:17)
4. 1 LOVE (4:31)
5. It was (4:10)
6. Labyrinth (1:43)
7. Jewel (4:16)
8. Momentum (4:12)
9. Taskinst (1:36)
10. Born To Be... (4:51)
11. Beautiful Fighters (5:12)
12. Blue Bird (4:11)
13. Kiss o' Kill (4:40)
14. Secret (4:58)